# Maurizio Merli

Maurizio Merli in Il cinico, l'infame, il violento (1977) di Umberto Lenzi

Maurizio Merli (Roma, 8 febbraio 1940 – Roma, 10 marzo 1989) è stato un attore italiano, particolarmente noto per aver interpretato numerosi film del genere poliziesco.

## Biografia

### Gli esordi
Formatosi all'Accademia d'arte drammatica, fu giovane interprete di fotoromanzi per la rivista Grand Hotel, quando debuttò nel cinema nel 1963, come comparsa ne Il Gattopardo di Luchino Visconti. Dopo altre parti in pellicole minori e nel teatro di rivista con Carlo Dapporto (I trionfi, 1964), iniziò la carriera nelle produzioni televisive in I grandi camaleonti (per la regia di Edmo Fenoglio, 1964), pur continuando la recitazione teatrale (nel 1968 partecipa all'Orlando furioso di Luca Ronconi). La grande notorietà tra il pubblico però giunge con la partecipazione come protagonista nello sceneggiato televisivo Il giovane Garibaldi di Franco Rossi (1974), dove lavora accanto a Philippe Leroy, che ritroverà anche nel film Sono stato un agente C.I.A. di Romolo Guerrieri (1978).
Divenne negli anni settanta uno degli attori più noti del genere poliziesco, con film come Roma violenta, Roma a mano armata, Napoli violenta, Il cinico, l'infame, il violento, Poliziotto sprint e Da Corleone a Brooklyn. Lavora con Tomas Milian (anche se, nel secondo film insieme: Il cinico, l'infame, il violento, i due attori non si incontrano in nessuna scena), John Saxon, Mario Merola, Orazio Orlando, Giancarlo Sbragia, Renzo Palmer, Lilli Carati e altri. Il suo esordio nel genere avvenne nel 1975, quando appunto ottenne la parte del commissario Betti in Roma violenta, diretto da Marino Girolami. Fu proprio il regista a caldeggiarne la scrittura per sostituire Richard Harrison, voluto invece dal produttore. Il protagonista doveva apparire iconograficamente simile a Franco Nero, che aveva ottenuto un grande successo con La polizia incrimina, la legge assolve, tanto che Merli si fece crescere appositamente i baffi, che poi diverranno uno dei suoi marchi di fabbrica. Il film fu un grande successo commerciale, tanto da incassare oltre due miliardi di lire e diventare il venticinquesimo incasso nella stagione cinematografica in Italia.
Alto, biondo, atletico e baffuto, Merli interpretava personaggi di duri poliziotti in rivolta contro l'ingiustizia e il lassismo della legge e dei magistrati. Numerose scene acrobatiche e pericolose di alcuni film furono girate direttamente da lui senza avvalersi di controfigure. La sovrapposizione tra attore e personaggio portato sullo schermo fu, nel caso di Merli, tanto profonda da essere considerato il "commissario di ferro" per antonomasia. Molti saranno i suoi successi nella seconda metà degli anni settanta, spesso guidato con maestria dai registi Umberto Lenzi e Stelvio Massi.
Nel 1976 riceve il Riconoscimento speciale alla diciannovesima edizione di Una vita per il cinema. 

### Il declino
Col finire degli anni settanta anche il genere poliziesco entrò in crisi e per Merli divenne difficile ritagliarsi altri spazi nel mondo del cinema italiano, tanto che il suo tentativo di cimentarsi in un altro genere, con lo spaghetti-western Mannaja di Sergio Martino, si rivelò un fallimento.
A partire dall'inizio degli anni ottanta, ormai emarginato da una critica cinematografica ostile, aveva partecipato solo ad alcune trasmissioni televisive d'intrattenimento, tra cui una partecipazione al programma di Pippo Baudo Festival, su Canale 5, insieme al duo comico Zuzzurro e Gaspare e, nell'agosto 1988, al programma di Marco Columbro Tra moglie e marito VIP. Più rilevante lo spettacolo Crazy Boat in nove puntate andato in onda su Rai 2 nell'estate del 1986. Nell'ultimo anno di vita fu ospite frequente del programma televisivo Il gioco dei 9, condotto da Raimondo Vianello su Canale 5, e nel programma di Rai 1 Domani sposi, condotto da Giancarlo Magalli, dove si presentò con tutta la famiglia. La sua ultima apparizione in un lungometraggio sarà nel 1987 nel film Tango blu, scritto e diretto da Alberto Bevilacqua, anche produttore insieme allo stesso Merli. 

### La morte improvvisa
Il 10 marzo 1989 a Roma, mentre stava giocando a tennis al circolo "Casetta bianca" sulla via Cassia con un amico e sotto gli occhi della figlia, l'attore fu colto da un infarto: sia pur prontamente soccorso e trasportato all'ospedale "Villa San Pietro" vi giunse già privo di vita. Morì così, a 49 anni, proprio quando si stava prospettando la possibilità di tornare a recitare nuovamente nel ruolo del commissario di polizia. Il funerale si svolse presso la chiesa di San Gabriele Arcangelo in viale Cortina d'Ampezzo a Roma. È sepolto nel cimitero di Poggio Catino (RI), paese dove amava trascorrere le vacanze e il tempo libero con la famiglia. 

### Omaggi
Nel 2008 il comune di Poggio Catino ha dedicato un tributo cinematografico all'attore.

## Vita privata
Sposato con Rita Di Santo, ha avuto due figli: Michela e Maurizio Matteo, quest'ultimo, come il padre, è attore.

## Filmografia

Maurizio Merli in Mannaja (1977) di Sergio Martino

### Cinema
- Il Gattopardo, regia di Luchino Visconti – non accreditato (1963)
- Due rrringos nel Texas, regia di Marino Girolami – non accreditato (1967)
- Hypnos - Follia di massacro, regia di Paolo Bianchini (come Paul Maxwell) – non accreditato (1967)
- Fenomenal e il tesoro di Tutankamen, regia di Ruggero Deodato (come Roger Rockfeller) (1968)
- Raptus (anche noto con il titolo Eros e Thanatos), regia di Marino Girolami (come Jean Bastide) (1969)
- Decameron proibitissimo (Boccaccio mio statte zitto), regia di Marino Girolami (come Franco Martinelli) (1972)
- Le mille e una notte all'italiana, regia di Carlo Infascelli e Antonio Racioppi (1973)
- Catene, regia di Silvio Amadio (1974)
- Zanna Bianca alla riscossa, regia di Tonino Ricci (1974)
- Roma violenta, regia di Marino Girolami (come Franco Martinelli) (1975)
- Roma a mano armata, regia di Umberto Lenzi (1976)
- Napoli violenta, regia di Umberto Lenzi (1976)
- Paura in città, regia di Giuseppe Rosati (1976)
- Italia a mano armata, regia di Marino Girolami (come Franco Martinelli) (1976)
- Il cinico, l'infame, il violento, regia di Umberto Lenzi (1977)
- Mannaja, regia di Sergio Martino (1977)
- Poliziotto sprint, regia di Stelvio Massi (1977)
- I gabbiani volano basso, regia di Giorgio Cristallini (come George Warner) (1977)
- Poliziotto senza paura, regia di Stelvio Massi (1978)
- Sono stato un agente C.I.A., regia di Romolo Guerrieri (1978)
- Il commissario di ferro, regia di Stelvio Massi (1978)
- Un poliziotto scomodo, regia di Stelvio Massi (1978)
- Da Corleone a Brooklyn, regia di Umberto Lenzi (1979)
- Sbirro, la tua legge è lenta... la mia... no! (anche noto con il titolo Il poliziotto ribelle), regia di Stelvio Massi (1979)
- Poliziotto - Solitudine e rabbia, regia di Stelvio Massi (1980)
- Pole position - I guerrieri della Formula 1, regia di Oscar Orefici, Mario Morra (come James Davis), Antonio Climati (come Roland King) (1980)
- Buitres sobre la ciudad, regia di Gianni Siragusa (1981)
- Priest of Love, regia di Christopher Miles (1982)
- Notturno, regia di Giorgio Bontempi (1983)
- Tango blu, regia di Alberto Bevilacqua (1987)

### Televisione
- I grandi camaleonti, regia di Edmo Fenoglio – miniserie TV, 3 episodi (1964)
- All'ultimo minuto – serie TV, episodio 2x04 (1972)
- Il caso Pinedus di Paolo Levi, regia di Maurizio Scaparro, trasmesso il 13 ottobre 1972.
- Il giovane Garibaldi, regia di Franco Rossi – miniserie TV, 2 episodi (1974)
- Il consigliere imperiale, regia di Sandro Bolchi – miniserie TV, 2 episodi (1974)
- Canossa, regia di Silverio Blasi – miniserie TV, 2 episodi (1974)
- Philadelphia Story di Philip Barry, regia di Maurizio Ponzi – spettacolo teatrale, trasmesso il 4 ottobre 1974.
- Due di tutto, regia di Enzo Trapani – varietà televisivo (Rete 2, 1982-1983)
- Crazy Boat, regia di Romolo Siena – programma TV (Rai Due, 1986)
- Atelier, regia di Vito Molinari – miniserie TV, episodio Vanità (1986)
- La famiglia Brandacci – film TV (1987) - non accreditato
- Casa Caruzzelli – serie TV, 1 episodio (1989)
- Teatro
- I trionfi di Michele Galdieri (1964)
- Un certo giorno di un certo anno in Aulide di Vico Faggi, regia di Giuseppe Di Martino (1966)
- Roma Baffuta di Antonio Racioppi (1967)
- Orlando furioso di Ludovico Ariosto, regia di Luca Ronconi (1969)
- Donna amata dolcissima di Giovanni Arpino, regia di Filippo Crivelli (1970)
- La lena di Ludovico Ariosto, regia di Maurizio Scaparro (1971)
- Il suicida di Nikolaj Ėrdman, regia di Maurizio Scaparro (1971)

## Doppiatori italiani
Nonostante fosse italiano, Merli fu doppiato da:
- Pino Locchi in Roma violenta, Roma a mano armata, Napoli violenta, Paura in città, Italia a mano armata, Il cinico, l'infame, il violento, Mannaja
- Carlo Valli in Zanna Bianca alla riscossa

A partire dal film Poliziotto sprint non fu più doppiato.

## Curiosità
- Nella seconda metà degli anni sessanta si rese involontariamente protagonista di un fatto di cronaca: fu infatti accusato di essere l'autore di una serie di truffe perpetrate ai danni di vari uffici postali di Roma, dopo che vari testimoni affermarono di aver riconosciuto in lui il principale responsabile di queste truffe; nel gennaio del 1969 fu riconosciuta la sua piena estraneità ai fatti, dopo aver trascorso, però, un mese di carcere.
- Si racconta di un altro episodio di cronaca (di cui non si è certi della veridicità) che lo avrebbe visto protagonista: un giorno, al volante della sua auto, fermato da una pattuglia della Polizia stradale per un normale controllo di routine, credendo che gli agenti lo avrebbero subito riconosciuto per la sua notorietà, si sarebbe presentato a loro come "il commissario Betti", rischiando invece di essere denunciato per aver fornito false generalità.
- In radio Maurizio Merli nel novembre del 1975 condusse Voi ed io, programma musicale d'intrattenimento del mattino per un mese intero sul Programma Nazionale Radiorai tutti i giorni dal lunedì al sabato dalle 9 alle 11:30.
- Nel 1997, in occasione della messa in onda su Rete 4 del film Roma violenta, il settimanale TV Sorrisi e Canzoni erroneamente "resuscitò" Merli, attribuendogli 57 anni, ossia l'età che effettivamente avrebbe dovuto avere a quel momento.
- Il film Buitres sobre la ciudad, nonostante la co-produzione italiana, è stato distribuito solo in Spagna a causa di problemi legati alla produzione.
- Era tifoso della Roma.